# آلان دوهامل
آلان دوهامل (بالفرنسية: Alain Duhamel)‏ هو صحفي ومقدم تلفزيوني وكاتب فرنسي، ولد في 31 مايو 1940 في كاين في فرنسا.

## وصلات خارجية
- آلان دوهامل على موقع IMDb (الإنجليزية)
- آلان دوهامل على موقع ألو سيني (الفرنسية)
- آلان دوهامل على موقع قاعدة بيانات الفيلم (الإنجليزية)